# 特罗辛
特罗辛（德語：Trossin）是德国萨克森州的市镇，隶属于北萨克森县。总面积为79.68平方千米，截至2023年12月31日总人口为1,251人。